# Taftan (pain)
Taftan, taftoon ou taftun (persan : تافتون ou nān-e barbari) est un pain à la farine levée des cuisines persane, pakistanaise et indienne (notamment Uttar Pradesh).
Ce pain est fait avec du lait, du yaourt et des œufs et cuit dans un four en argile. Il est souvent parfumé au safran et d'une petite quantité de poudre de cardamome ; il peut être décoré de graines telles que les graines de pavot.